# (7318) Dyukov
(7318) Dyukov est un astéroïde de la ceinture principale.

## Description
(7318) Dyukov est un astéroïde de la ceinture principale. Il fut découvert le 17 juillet 1969 à Naoutchnyï par Bella Bournacheva. Il présente une orbite caractérisée par un demi-grand axe de 2,61 UA, une excentricité de 0,18 et une inclinaison de 13,8° par rapport à l'écliptique.

## Compléments